# Episodi di The Bob Cummings Show (quarta stagione)
La quarta stagione della serie televisiva The Bob Cummings Show è andata in onda negli Stati Uniti dal 24 settembre 1957 al 24 giugno 1958 sulla NBC.
| nº | Titolo originale               | Prima TV USA      |
| -- | ------------------------------ | ----------------- |
| 1  | Air Force Calls Bob            | 24 settembre 1957 |
| 2  | Episodio 4x2                   | 1º ottobre 1957   |
| 3  | Bob Gets Neighborly            | 8 ottobre 1957    |
| 4  | Bob for Mayor                  | 15 ottobre 1957   |
| 5  | Bob Hires a Maid               | 22 ottobre 1957   |
| 6  | Bob Slows Down                 | 29 ottobre 1957   |
| 7  | Bob the Body Builder           | 12 novembre 1957  |
| 8  | Bob Meets Bill Lear            | 19 novembre 1957  |
| 10 | Thanksgiving at Grandpa's      | 26 novembre 1957  |
| 11 | Bob the Gunslinger             | 10 dicembre 1957  |
| 12 | Bob and the New Receptionist   | 17 dicembre 1957  |
| 13 | Episodio 4x13                  | ?                 |
| 14 | Episodio 4x14                  | ?                 |
| 15 | Episodio 4x15                  | ?                 |
| 16 | Bob and Harvey Get Ambushed    | 14 gennaio 1958   |
| 17 | Bob, the Gorilla Trainer       | 21 gennaio 1958   |
| 18 | Bob Goes Hillbilly             | 28 gennaio 1958   |
| 19 | Episodio 4x19                  | ?                 |
| 20 | Episodio 4x20                  | ?                 |
| 21 | Episodio 4x21                  | ?                 |
| 22 | Episodio 4x22                  | ?                 |
| 23 | Episodio 4x23                  | 4 maggio 1958     |
| 24 | Bob Gets Harvey a Raise        | 11 marzo 1958     |
| 25 | Bob Saves Harvey               | 18 marzo 1958     |
| 26 | Bob Goes Birdwatching          | 25 marzo 1958     |
| 27 | Bob Goes to the Moon           | 1º aprile 1958    |
| 28 | Bob Retrenches                 | 8 aprile 1958     |
| 29 | Bob Sails for Hawaii           | 22 aprile 1958    |
| 30 | Bob and Schultzy at Sea        | 29 aprile 1958    |
| 31 | Grandpa Attends the Convention | 6 maggio 1958     |
| 32 | Grandpa's Old Buddy            | 13 maggio 1958    |
| 33 | Bob Digs Rock 'N' Roll         | 27 maggio 1958    |
| 34 | Colonel Goldbrick              | 3 giugno 1958     |
| 35 | Bob Frees Schultzy             | 10 giugno 1958    |
| 36 | Bob's Forgotten Fiancée        | 17 giugno 1958    |
| 37 | Bob Gets Schultzy in Pictures  | 24 giugno 1958    |

## Air Force Calls Bob
- Prima televisiva: 24 settembre 1957

### Trama
- Guest star:

## Episodio 4x2
- Prima televisiva: 1º ottobre 1957

### Trama
- Guest star:

## Bob Gets Neighborly
- Prima televisiva: 8 ottobre 1957

### Trama
- Guest star: Tom Griffin (Fred), Sara Shane (Joy Healy)

## Bob for Mayor
- Prima televisiva: 15 ottobre 1957

### Trama
- Guest star:

## Bob Hires a Maid
- Prima televisiva: 22 ottobre 1957

### Trama
- Guest star:

## Bob Slows Down
- Prima televisiva: 29 ottobre 1957

### Trama
- Guest star: Patricia Blair (Joanne Taylor), Herbert Rudley (dottor Chandler), James Seay (maggiore Allen Stanley), Bobby Troup ('Spaceman' Palowski)

## Bob the Body Builder
- Prima televisiva: 12 novembre 1957

### Trama
- Guest star: Robert Carson, King Donovan (Harvey Helm), Lisa Gaye (Collette DuBois), Mary Lawrence (Ruth Helm), Gloria Marshall (Mary Beth Hall)

## Bob Meets Bill Lear
- Prima televisiva: 19 novembre 1957

### Trama
- Guest star: John Archer (Bill Lear), Karen Booth

## Thanksgiving at Grandpa's
- Prima televisiva: 26 novembre 1957

### Trama
- Guest star: Joi Lansing (Shirley Swanson)

## Bob the Gunslinger
- Prima televisiva: 10 dicembre 1957

### Trama
- Guest star: Audrey Dalton, Joi Lansing (Shirley Swanson), George E. Stone, Glenn Strange

## Bob and the New Receptionist
- Prima televisiva: 17 dicembre 1957

### Trama
- Guest star: William Bakewell (dottor Stenner)

## Episodio 4x13
- Prima televisiva: ?

### Trama
- Guest star:

## Episodio 4x14
- Prima televisiva: ?

### Trama
- Guest star:

## Episodio 4x15
- Prima televisiva: ?

### Trama
- Guest star:

## Bob and Harvey Get Ambushed
- Prima televisiva: 14 gennaio 1958

### Trama
- Guest star: King Donovan (Harvey Helm), Lisa Davis (Giselle Delys)

## Bob, the Gorilla Trainer
- Prima televisiva: 21 gennaio 1958

### Trama
- Guest star: Marjorie Bennett, Barbara Darrow (Betty Jean), Isabel Randolph

## Bob Goes Hillbilly
- Prima televisiva: 28 gennaio 1958

### Trama
- Guest star: Alan Mowbray (Hawthorne), Connie Stevens (Melinda Applegate), Olive Sturgess (Carol Henning)

## Episodio 4x19
- Prima televisiva: ?

### Trama
- Guest star:

## Episodio 4x20
- Prima televisiva: ?

### Trama
- Guest star:

## Episodio 4x21
- Prima televisiva: ?

### Trama
- Guest star:

## Episodio 4x22
- Prima televisiva: ?

### Trama
- Guest star:

## Episodio 4x23
- Prima televisiva: 4 maggio 1958

### Trama
- Guest star:

## Bob Gets Harvey a Raise
- Prima televisiva: 11 marzo 1958

### Trama
- Guest star: King Donovan (Harvey Helm), Joi Lansing (Shirley Swanson), Lisa Gaye (Collette DuBois), Jesse White (H.R. Hap Henderson)

## Bob Saves Harvey
- Prima televisiva: 18 marzo 1958

### Trama
- Guest star: Lisa Gaye (Collette DuBois), King Donovan (Harvey Helm), Gloria Marshall (Mary Beth Hall), Joi Lansing (Shirley Swanson), Mary Lawrence (Ruth Helm), Jesse White (H.R. Hap Henderson)

## Bob Goes Birdwatching
- Prima televisiva: 25 marzo 1958

### Trama
- Guest star: Charles Coburn (Charles Coburn), Joi Lansing (Shirley Swanson), Nancy Kulp (Pamela Livingstone), John Archer (Bill Lear), Patricia Cutts (Cecily Allen)

## Bob Goes to the Moon
- Prima televisiva: 1º aprile 1958

### Trama
- Guest star: Nancy Kulp (Pamela Livingstone), Olive Sturgess (Carol Henning), Ingrid Goude (Ingrid Goude), John Archer (Bill Lear)

## Bob Retrenches
- Prima televisiva: 8 aprile 1958

### Trama
- Guest star: Charles Lane (Jollisson), Rose Marie (Bertha), Pattie Chapman (Gertrude), Dorothy Johnson (The Model)

## Bob Sails for Hawaii
- Prima televisiva: 22 aprile 1958

### Trama
- Guest star: Kathleen Freeman (Bertha Krause), Ingrid Goude (Miss Sweden), Dan Tobin (Wally Seawell)

## Bob and Schultzy at Sea
- Prima televisiva: 29 aprile 1958

### Trama
- Guest star: Kathleen Freeman (Bertha Krause), Pattie Chapman (Gertrude), Michael Masters (The Muscle Man), Lynette Bernay (Bathing Suit Girl), Dell-Fin Thursday (Bathing Suit Girl), Brandy Bryan (Bathing Suit Girl), Dona Cole (Bathing Suit Girl), Jann Darlyn (Bathing Suit Girl), Jeanne Evans (Bathing Suit Girl), Shirley Bonne (Bathing Suit Girl), Don Knotts (Flash Gruskin)

## Grandpa Attends the Convention
- Prima televisiva: 6 maggio 1958

### Trama
- Guest star: Nancy Kulp (Pamela Livingstone / Grandma), Ingrid Goude (Ingrid Goude)

## Grandpa's Old Buddy
- Prima televisiva: 13 maggio 1958

### Trama
- Guest star: Nancy Kulp (Pamela Livingstone), Joi Lansing (Shirley Swanson), Lisa Gaye (Collette DuBois), Andy Clyde (Charlie Henley)

## Bob Digs Rock 'N' Roll
- Prima televisiva: 27 maggio 1958

### Trama
- Guest star: Ingrid Goude (Ingrid Goude), Olive Sturgess (Carol Henning), Dan Tobin (Wally Seawell), El Brendel (Ole Svensen), Stanley Stenner (Stanley Stenner), Nancy Kulp (Pamela Livingstone, filmati d'archivio)

## Colonel Goldbrick
- Prima televisiva: 3 giugno 1958

### Trama
- Guest star:

## Bob Frees Schultzy
- Prima televisiva: 10 giugno 1958

### Trama
- Guest star: Rose Marie

## Bob's Forgotten Fiancée
- Prima televisiva: 17 giugno 1958

### Trama
- Guest star: King Donovan (Harvey Helm), Lyle Talbot (Paul Fonda), Olive Sturgess (Carol Henning), Constance Towers (Patricia Plumber), Laurie Anders (Frances)

## Bob Gets Schultzy in Pictures
- Prima televisiva: 24 giugno 1958

### Trama
- Guest star: Alan Ladd (se stesso - Guest), Elizabeth Slifer (Mrs. Frieda Wessell), Dick Wesson (Frank Crenshaw)